# Frank Tieri
Frank Tieri (* 22. Februar 1904 in Neapel; † 31. März 1981 in New York City) war ein hochrangiges Mitglied der US-amerikanischen La Cosa Nostra und Oberhaupt der Genovese-Familie. Sein Spitzname lautete „Funzi“ bzw. „The Old Man“. Tieri war der erste Mafiaboss, der auf Grund des Racketeer Influenced and Corrupt Organizations Act (RICO Acts) vor einem US-amerikanischen Gericht angeklagt wurde.

## Leben
1911 wanderte er von Neapel kommend in die USA ein und lebte als Ausländer (Resident Alien) in Brooklyn; mit zwanzig Jahren war er in einen bewaffneten Raubüberfall verwickelt.
Im Gegensatz etwa zu John Gotti liebte Tieri keinerlei Aufmerksamkeit um seine Person und lebte in einem unauffälligen Haus in Brooklyn.
Im Alter von 67 Jahren wurde er 1972 das Oberhaupt der „Genovese-Familie“, da sein Vorgänger Thomas Eboli ermordet worden war. Dieser Mord wurde vermutlich durch Carlo Gambino angeordnet, der auf Grund einer Auseinandersetzung lieber Tieri an der Spitze des Genovese-Clans sehen wollte.
Umgekehrt wurde Tieri verdächtigt, die Ermordung von Angelo Bruno im Jahr 1980 angeordnet zu haben, dem damaligen Kopf des „Philly Mob“, so dass mit Verbündeten aus der Gambino-Familie die Kontrolle über Atlantic City erlangt werden konnte. Vermutlich hatte Tieri Brunos ehemaligem Consiglieri Antonio Caponigro das Attentat auf Angelo Bruno erlaubt, nur um später dies vor der Mafia-Kommission vehement zu leugnen, als Caponigro sich für den unautorisierten Mord rechtfertigen musste. Als Strafe darauf wurde Caponigro mit seinem Schwager Alfred Salerno durch Genovese-Mitglieder (wahrscheinlich erhielt die Crew um Vincent Gigante diesen Auftrag) ermordet und Philip Testa wurde neuer, durch die Kommission sanktionierter, Boss von Philadelphia.
Tieri tarnte sich als Angestellter einer Näherei für Sportbekleidung, aber als Anführer der Genovese-Familie führte er ein großes Verbrecherimperium an, dessen illegale Geschäftsfelder von Erpressung, illegalem Glücksspiel, Betrug, Drogenhandel bis Mord reichten.
Am 21. November 1980 war Tieri der erste Mafiaboss, der auf Grund des RICO Acts vor Gericht erscheinen musste und am 23. Januar 1981 zu zehn Jahren Haft verurteilt wurde.
Der 76-Jährige musste die Strafe aber nicht antreten, da er schwer erkrankt war und am 31. März 1981 im Mount Sinai Hospital (New York) verstarb.
Tieri gilt als eines der Vorbilder für die Figur des Don Vito Corleone im Roman The Godfather von Mario Puzo.